# Тимчук Марія Іванівна (ланкова)
Марія Іванівна Тимчук (1940, село Шипівці, тепер Заліщицького району Тернопільської області — ?) — українська радянська діячка, новатор сільськогосподарського виробництва, ланкова колгоспу імені Калініна Заліщицького району Тернопільської області. Депутат Верховної Ради УРСР 6-го скликання.

## Біографія
Народилася у селянській родині. Член ВЛКСМ.
З кінця 1950-х років — ланкова колгоспу імені Калініна села Дунів Заліщицького району Тернопільської області. Збирала високі врожаї кукурудзи. На базі ланки Марії Тимчук діяла Тернопільська обласна школа передового досвіду кукурудзоводів.
Закінчила заочно Кам'янець-Подільський сільськогосподарський інститут Хмельницької області.
Потім — на пенсії у Заліщицькому районі Тернопільської області.

## Нагороди
- орден Трудового Червоного Прапора
- медалі